# Réserve nationale de faune de Longspur
La réserve nationale de faune de Longspur (en anglais : Longspur National Wildlife Area) est une aire protégée canadienne située à Val Marie No 17 (en). La réserve de 193 ha protège un ensemble de prairies cultivées et de prairies mixtes indigènes ainsi que l'habitat d'oiseaux nicheurs, dont le Plectrophane à ventre noir.

## Toponymie
La réserve nationale de faune de Longspur est nommé d'après le nom anglais du plectrophane à ventre noir (chestnut-collared longspur).

## Géographie
La réserve nationale de faune de Longspur est située à 36 km au sud-est de Val Marie en Saskatchewan. Elle a une superficie de 193,4 ha. Son habitat est composé de prairies cultivées et de prairies mixtes indigènes.

## Faune et flore
On observe les plantes suivantes dans la réserve: le boutelou grêle, la stipe chevelue, la brome des toits, l'agropyre de l'Ouest, la sélaginelle dense, le gaura écarlate, le phlox de Hood, la renoncule très glabre, la sphéralcée écarlate et la mamillaire vivipare. Les espèces d'oiseaux fréquentant la réserve sont entre autre le plectrophane à ventre noir, le bruant de Baird, la sturnelle de l'Ouest, le bruant sauterelle et le pipit de Sprague. On y observe comme mammifères l'antilocapre, le cerf mulet, le cerf de Virginie, le coyote, le blaireau d'Amérique et le spermophile de Richardson. Finalement l'herpétofaune comprend la rainette faux-grillon boréale, la couleuvre des Plaines et la couleuvre gaufre de Say.

## Histoire
En 1978, la réserve nationale de faune des Prairies a été constituée. Cette dernière comprenait 26 unités distincte réparties dans le sud de la province. En octobre 2020, un examen scientifique rigoureux a déterminé selon les critères établis en 2005 pour la création des réserves nationales de faune que seulement 7 des 26 unités répondaient aux critères actuels. Il a alors été décidé de remplacer l'ancienne réserve par 5 plus petites et de radier 19 des unités des territoires protégées. Pour la réserve nationale de faune de Longspur, elle correspond à l'unité 11 de l'ancienne réserve. La réserve nationale de faune de Longspur a été établis le 12 mars 2025 en même temps que l'abolition de la réserve nationale de faune des Prairies.